# Thuyết hai nhân tố
Thuyết hai nhân tố (Two Factor Theory hoặc Herzberg's Boby Motivation-Hygiene Theory) được đưa ra bởi Frederick Herzberg, một nhà tâm lý học. Thuyết này chủ yếu dựa trên các kết quả điều tra và phân tích điều tra được thực hiện ở Pittsburgh, Pennsylvania.

## Tóm lược về Thuyết hai nhân tố
Các nghiên cứu của Herzberg đã cung cấp dữ liệu để ông đã đề xuất mô hình hai nhân tố:
- Nhân tố không hài lòng (demotivate factor): là tác nhân của sự không hài lòng của nhân viên trong công việc tại một tổ chức bất kỳ, có thể là do:
  - Chế độ, chính sách của tổ chức đó
  - Sự giám sát trong công việc không thích hợp
  - Các điều kiện làm việc không đáp ứng mong đợi của nhân viên
  - Lương bổng và các khoản thù lao không phù hợp hoặc chứa đựng nhiều nhân tố không công bằng
  - Quan hệ với đồng nghiệp "có vấn đề"
  - Quan hệ với các cấp (cấp trên, cấp dưới) không đạt được sự hài lòng
- Nhân tố hài lòng (motivator factor): là tác nhân của sự hài lòng trong công việc:
  - Đạt kết quả mong muốn (achievement)
  - Sự thừa nhận của tổ chức, lãnh đạo, của đồng nghiệp (recognition)
  - Trách nhiệm (responsibility)
  - Sự tiến bộ, thăng tiến trong nghề nghiệp (advancement)
  - Sự tăng trưởng như mong muốn (growth)

## Lý thuyết 2 nhân tố
Mặc dù được khá nhiều nhà nghiên cứu đồng tình, song Thuyết hai nhân tố cũng đã gây ra khá nhiều tranh cãi. Các chỉ trích tập trung vào hai điểm (1) Thuyết này không đề cập đến các sự khác biệt cá nhân và (2) Thuyết này không định nghĩa quan hệ giữa sự hài lòng và sự động viên. Một số chỉ trích khác cho rằng khi tiến hành nghiên cứu, các phiếu điều tra chủ yếu tiến hành với các nhà khoa học và kỹ sư nên không thể coi là đại diện tốt nhất và kết quả không chính xác.